# Simone Ehmig

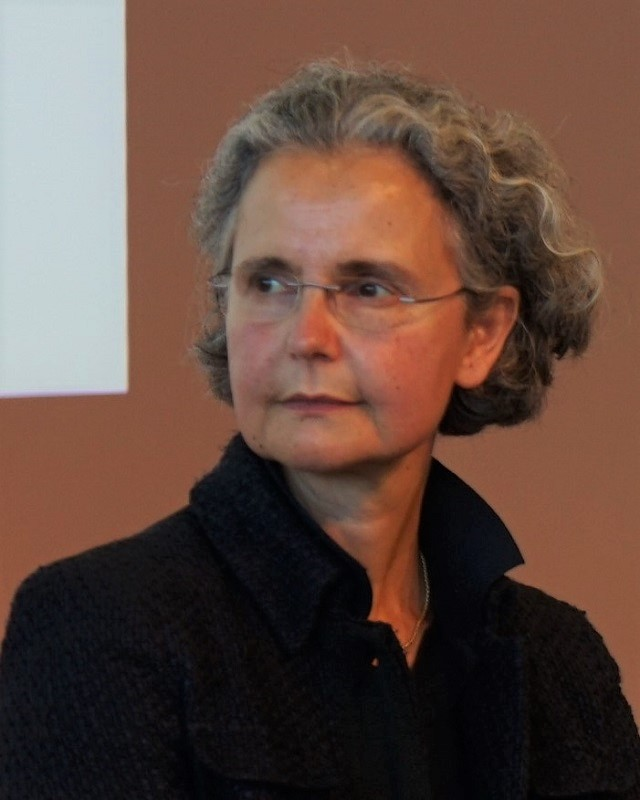
Simone C. Ehmig (2021)

Simone Christine Ehmig (* 1964) ist eine deutsche Kommunikationswissenschaftlerin und Hochschullehrerin. Ihre Arbeitsschwerpunkte liegen in der angewandten Forschung im Bereich von Lesen und Bildung.

## Leben
Simone C. Ehmig studierte von 1983 bis 1989 Publizistikwissenschaft, deutsche Philologie und Kunstgeschichte an der Johannes Gutenberg-Universität Mainz. Dort wurde sie 2000 mit einer Arbeit zum Einfluss zeitgeschichtlicher Erfahrungen auf die professionellen und politischen Sichtweisen von Journalisten promoviert. Nach Forschungen zu Fragen der Technik- und Risikokommunikation an der Universität Mainz übernahm Ehmig 2007 die Leitung einer Abteilung für angewandte Forschung zu Fragen der Gesundheitskommunikation an der Università della Svizzera italiana (USI) in Lugano.
Ende 2009 übernahm Ehmig die Leitung des Instituts für Lese- und Medienforschung der Stiftung Lesen. Dort verantwortete sie bis zur Schließung des Instituts Anfang 2025 Studien zur Lesesozialisation sowie zur Alphabetisierung und Grundbildung. Seit Februar 2025 ist sie wissenschaftliche Koordinatorin im Metavorhaben "MetaQualität" an der Freien Universität Berlin, das im Rahmenprogramm Empirische Bildungsforschung des BMBFSFJ finanziert ist. Ehmig nahm über viele Jahre Lehraufträge an den Instituten für Publizistik und Buchwissenschaft in Mainz, zuvor auch an der Universität in Lugano wahr. Am 11. November 2019 wurde sie zur Honorarprofessorin an der Universität Mainz bestellt.
Ehmig ist Mitbegründerin des Netzwerks Leseforschung, einer informellen Verbindung von Wissenschaftlerinnen und Wissenschaftlern unterschiedlicher Disziplinen, die zu Fragen des Lesens forschen.

## Schriften (Auswahl)
Monografien und Herausgabe von Sammelbänden:
- mit Johanna Leck, Lukas Heymann und Melanie Jester: Motivation und Verbindlichkeit bei gering literalisierten Erwachsenen.  wbv, Bielefeld 2025. DOI (E-Book): 10.3278/9783763976911
- mit Lukas Heymann und Carolin Seelmann, Carolin: Alphabetisierung und Grundbildung am Arbeitsplatz. Sichtweisen im beruflichen Umfeld und ihre Potenziale. Eine Studie der Stiftung Lesen im Förderschwerpunkt „Arbeitsplatzorientierte Alphabetisierung und Grundbildung Erwachsener“ des Bundesministeriums für Bildung und Forschung. Stiftung Lesen, Mainz 2015. online ISBN 978-3-922695-24-0
- Generationswechsel im deutschen Journalismus. Zum Einfluß historischer Ereignisse auf das journalistische Selbstverständnis. Alber, Freiburg im Breisgau / München 2000. ISBN 978-3-495-47494-5 (zugleich Dissertation, Mainz 2000).

Beiträge in Zeitschriften und Sammelbänden:
- mit Betty Becker-Kurz: (Vor)Lesen und psychische Gesundheit. Auswirkungen gemeinsamer Leseerfahrungen auf das emotionale Wohlbefinden und die Gesundheit von Kindern und ihren Eltern. In: Pädiatrische Praxis 100 (2), 2023, 187–192.
- mit Astrid Wirth und Frank Niklas: The role of the Home Literacy Environment for children's linguistic and socioemotional competencies development in the early years. In: Social Development 31 (2), 2021, 372–387.
- mit Astrid Wirth, Nadja Drescher, Sabrina Guffler Sabrina und Frank Niklas: Facets of the Early Home Literacy Environment and Children's Linguistic and Socioemotional Competencies. In: Early Education and Development 31 (6), 2020, 892–909.
- mit Astrid Wirth, Lukas Heymann und Frank Niklas: Das Vorleseverhalten von Eltern mit Kindern in den ersten drei Lebensjahren in Zusammenhang mit familiärer Lernumwelt und Sprachentwicklung. In: Frühe Bildung 9, 2020, 26–32.
- Lesekompetenz und Lesebegriff. In: Aus Politik und Zeitgeschichte 69 (12), 2019, 23–28.
- mit Lukas Heymann, Lukas: Das berufliche Umfeld. Eine Studie der Stiftung Lesen zur Wahrnehmung von Beschäftigten mit Lese- und Schreibschwierigkeiten durch Vorgesetzte und Kolleg/inn/en. In: Wibke Riekmann, Klaus Buddeberg und Anke Grotlüschen (Hrsg.): Das mitwissende Umfeld von Erwachsenen mit geringen Lese- und Schreibkompetenzen. Ergebnisse aus der Umfeldstudie, Waxmann, Münster 2016, 179–198. ISBN 978-3-8309-3468-4
- (Vor-) Lesen, Spielen, Organisieren – Potenziale digitaler Medien. In: KiTa aktuell. Fachzeitschrift für Leitungen, Fachkräfte und Träger der Kindertagesbetreuung 6, 2015, 136–138.
- Initialzündung für das Lesen. Die Bedeutung des Vorlesens für die Entwicklung von Lesekompetenz. In: Weiterbildung. Zeitschrift für Grundlagen, Praxis und Trends 3, 2015, 14–17.
- Außerschulische Leseförderung. In: Rautenberg, Ursula – Schneider, Ute (Hrsg.): Lesen. Ein interdisziplinäres Handbuch. De Gruyter, Berlin / Boston 2015, 567–596.
- mit Carolin Seelmann: Das Potenzial digitaler Medien in der frühkindlichen Lesesozialisation. In: Frühe Bildung 3 (4), 2014, 196–202.
- Mehr als Kuscheln und schöne Geschichten. Zur Rolle des Vorlesens für die Entwicklung von Kindern. In: Frühe Kindheit 6, 2014, 38–45.
- Frühe Sprach- und Leseförderung mit Medien. In: merz - medien + erziehung. zeitschrift für medienpädagogik 2, 2013, 22–29.